# Condado de Northumberland (Pensilvânia)
O Condado de Northumberland é um dos 67 condados do Estado americano da Pensilvânia. A sede do condado é Sunbury, e sua maior cidade é Sunbury. O condado possui uma área de 1 236 km²(dos quais 3,66 km² estão cobertos por água), uma população de 94 556 habitantes, e uma densidade populacional de 79 hab/km² (segundo o censo nacional de 2000). O condado foi fundado em 21 de março de 1772.